# Resident Evil (film)
Resident Evil is een sciencefiction-horrorfilm uit 2002 onder regie van Paul W.S. Anderson. De film is gebaseerd op de Resident Evil-games van Capcom. De film kent de volgende opvolgers: Resident Evil: Apocalypse (2004), Resident Evil: Extinction (2007), Resident Evil: Afterlife (2010), Resident Evil: Retribution (2012) en Resident Evil: The Final Chapter (2016). In 2008 werd een animatiefilm toegevoegd aan de Resident Evil-reeks: Resident Evil: Degeneration. In 2012 volgde nog een animatiefilm: Resident Evil: Damnation, in 2017 volgde Resident Evil: Vendetta en in 2023 volgde Resident Evil: Death Island.

## Verhaal
In The Hive, een ultrageheim genetisch en viraal onderzoekscentrum in handen van de Umbrella Corporation, werpt een onbekende indringer een blauw flacon in stukken en verzegelt vervolgens de ruimte. Het beveiligingssysteem van The Hive, Red Queen, detecteert een mogelijke infectie, doodt iedereen die in het gebouw aanwezig is en sluit het complex af van de buitenwereld.
Met volledig geheugenverlies ontwaakt Alice in de badkamer van een leeg, imposant landhuis en loopt Matthew Addison tegen het lijf. Het koppel wordt door zeven commando's ingerekend, naar een ondergronds treinstation gebracht en op de trein naar hun bestemming gezet. Onderweg krijgt de groep reizigers gezelschap van Spence Parks, die zich evenmin iets kan herinneren. One, hoofd van de commando's, verklaart dat iedereen in het collectief, met uitzondering van Matt, werkt voor de Umbrella Corporation en dat de Red Queen verantwoordelijk is voor het zenuwgas in het landhuis, waardoor Alice en Spence geheugenverlies hebben opgelopen. Na aankomst per trein stapt de groep The Hive binnen.
Het tiental baant zich een weg door The Hive, maar stuit op een deur die toegang biedt tot een vreemd gangpad. One moet met zijn vrouwelijke medicus en twee commando's het betreden van de doorgang met de dood bekopen dankzij een dodelijk beveiligingssysteem. Alice, Matt en Spence volgen de overlevende wapendragers – Rain Ocampo, J.D. Salinas en Chad Kaplan – naar de kamer van de Red Queen, een holografische representatie die als kunstmatige intelligentie van de Umbrella Corporation haar faciliteiten moet beschermen. Alice en Kaplan schakelen de Red Queen uit, waarna de deuren van de faciliteit zich openen en het gezombificeerde personeel en andere ondode experimenten vrijelijk The Hive kunnen binnendringen. Bij een aanval van zombies raakt Rain geïnfecteerd door enkele bijtwonden, terwijl J.D. door hen wordt opgeschrokt.
Alice en Spence zijn kennelijk verwikkeld in een geveinsd huwelijk om de praktijken binnen The Hive te onderzoeken, maar vinden, wandelend door The Hive, geleidelijk hun geheugen terug. Matt en Alice raken afgezonderd van Spence, Rain en Kaplan, die in de kamer van de Red Queen achterblijven. Alice staat onverhoeds oog in oog met een horde geïnfecteerde honden en verrast zichzelf door middels enkele vechttechnieken korte metten te maken met de beesten. Matt zoekt naar informatie over zijn zus Lisa, treft haar in ondode staat en wordt door haar aangevallen, maar vervolgens gered door de heldhaftige hulp van Alice. Agent Matt en arts Lisa hebben een sample van de blauwe flacon, het T-virus, willen bemachtigen in de hoop de Umbrella Corporation onderuit te halen, maar zijn vermoedelijk door Lisa's contactpersoon verraden. Alice herinnert zich plotseling dat ze Lisa's contact is geweest en hult zich in een stilzwijgen.
De ondergrondse overlevenden zien elkaar weer in de kamer van de Red Queen en moeten haar opnieuw inschakelen om een uitgang uit het labyrint te vinden. Het hologram in jonge, vrouwelijke gedaante verleent onder enige dreiging haar medewerking. In de onderhoudstunnels loopt het zestal in een hinderlaag van zombies en raakt Kaplan afgezonderd van de overige teamleden. Alice herinnert zich opeens dat er een antivirus bestaat dat het T-virus kan vernietigen en de orde in Raccoon City, een bovengrondse stad in de macht van de Umbrella Corporation niet ver verwijderd van The Hive, kan herstellen. In het laboratorium ontdekt Alice dat de blauwe flacons met het T-virus en de groene flacons met het antivirus zijn verdwenen. Spence heeft het T-virus vrijgelaten en het antivirus in de trein verborgen, lokt het overige vijftal in de val en haast zich naar de trein om zichzelf te injecteren met het antivirus. Voor het inbrengen van de spuit wordt Spence aangevallen door een Licker, het onstabiele resultaat van een vroeg experiment van The Hive voortgebracht door het T-virus rechtstreeks in levend weefstel te injecteren. De Red Queen zegt toe Alice en Matt te sparen in ruil voor het doden van Rain, die reeds te lang met haar besmetting rondloopt om nog te kunnen genezen. De Licker wil zich door de dikke beglazing beuken, maar door een stroomuitval opent zich de deur van het laboratorium en herenigt Kaplan zich met de groep na het voorgoed uitschakelen van de Red Queen.
The Hive wordt in quarantaine geplaatst, maar de vier overlevenden – Alice, Matt, Rain en Kaplan – weten de trein bijtijds te starten. Op de rails wordt het viertal aangevallen door de Licker, die Kaplan uit de trein sleurt en hem vermoordt. Alice voert een oneerlijke strijd tegen de Licker, terwijl Matt een offensief van een gezombificeerde Rain met een kogel door het hoofd moet beantwoorden om zijn eigen lijf te redden. Na een klauwgreep van de Licker opent Matt een deur in de bodem van de trein, waardoor de Licker over het spoor wordt gesleept en in brand vliegt. Alice en Matt arriveren bij het landhuis en ontsnappen op het nippertje aan de sluitende deuren.
Door het onstabiele T-virus van de Licker begint Matt verschijnselen van mutatie te vertonen. Alice wil Matt het antivirus toedienen, maar de deuren van het landhuis slaan open en wetenschappers van de Umbrella Corporation grijpen het overgebleven koppel bij de kladden. De wetenschappers, onder leiding van Dr. William Birkin, houden Alice in bedwang en slaan haar buiten bewustzijn, nemen Matt mee voor opname in het "Nemesis-programma" en willen The Hive heropenen om te onderzoeken wat zich in het ondergrondse complex heeft afgespeeld.
Alice ontwaakt in het Raccoon City Hospital, opgesloten in een observatiekamer, vermoedelijk geopereerd door de wetenschappers van de Umbrella Corporation. Bij bewustzijn ontsnapt Alice uit de kamer en dwaalt door de lege gangen van het ziekenhuis, waarna ze het gebouw verlaat en Raccoon City, met overal tekens van chaos, verlaten aantreft. Het T-virus heeft de oppervlakte bereikt en een leger van zombies gecreëerd. Alice realiseert zich dat haar team hun missie niet heeft kunnen volbrengen, rust zichzelf uit met een hagelgeweer uit een politieauto en heft het wapen in de lucht, bereid om in eigen persoon met de zombies af te rekenen.

## Rolverdeling
- Milla Jovovich - Alice
- Michelle Rodríguez - Rain Ocampo
- Eric Mabius - Matthew "Matt" Addison
- James Purefoy - Spence Parks
- Colin Salmon - James 'One' Shade
- Pasquale Aleardi - J.D. Salinas
- Martin Crewes - Chad Kaplan
- Liz May Brice - Olga Danilova, Medicus
- Torsten Jerabek - Commando #1
- Marc Logan-Black - Commando #2
- Heike Makatsch - Dr. Lisa Addison
- Michaela Dicker - Red Queen
- Jason Isaacs - Dr. William Birkin
- Anna Bolt - Dr. Green
- Joseph May - Dr. Blue
- Robert Tannion - Dr. Brown
- Ryan McCluskey - Mr. Grey
- Oscar Pearce - Mr. Green
- Stephen Billington - Mr. White
- Indra Ové - Ms. Black
- Fiona Glascott - Ms. Gold

## Filmmuziek
- 1. Michaela Dicker - Red Queen
- 2. Slipknot - My Plague (remix)
- 3. Marilyn Manson - The Fight Song (remix)
- 4. Coal Chamber - Something Told Me
- 5. The Crystal Method - Name Of The Game (Clean Name)
- 6. Adema - Everyone
- 7. Fear Factory - Invisible Wounds (remix)
- 8. Static-X - Anything But This
- 9. Rammstein - Halleluja
- 10. Depeche Mode - Dirt
- 11. Ill Niño - What Comes Around (remix)
- 12. Mudvayne - Dig (remix)
- 13. Method Man - Release Yo' Delf (remix)
- 14. Saliva - 800
- 15. Five Pointe O - The Infinity
- 16. The Umbrella Corporation (dialoog)
- 17. Marilyn Manson - Resident Evil
- 18. Marilyn Manson - Seizure Of Power
- 19. Marilyn Manson - Reunion
- 20. Marilyn Manson - Cleansing